# Mogera robusta
Mogera robusta — вид ссавців родини кротових (Talpidae), раніше вважався підвидом M. wogura. Живе в Китаї, Північній Кореї, Південній Кореї та Росії і живе в довгій норі, рідко виходячи на поверхню землі вдень.

## Опис
Цей кріт виростає до довжини від 154 до 172 мм із хвостом приблизно 20 мм. Він пристосований до підземного життя; тіло циліндричне, передні лапи лопатоподібні, нігті сплощені, очі малі. Коротка щільна спинна шерсть коричнево-сіра з металевим блиском, нижня частина сріблясто-жовта з сірою плямою на грудях. Гола шкіра на морді і лапах жовтувата. Короткий хвіст добре вкритий шерстю.

## Поширення
Уссурійський кріт зустрічається в північно-східному Китаї, на Корейському півострові і південному сході Росії. Його типовим середовищем проживання є гірські ліси та рідколісся, пасовища та сільськогосподарські угіддя, але рідко зустрічається на крутих скелястих схилах.

## Екологія
Цей кріт поодинокий і в основному нічний, але іноді активний у похмурі або дощові дні. Харчується в основному дощовими черв'яками, комахами, павуками, слимаками і равликами. Він вириває кормові ходи приблизно на 10 см нижче поверхні ґрунту, періодично підкидаючи на поверхню «кротову гору», купу ґрунту. Основні проходи можуть мати загальну довжину 450 м і знаходитися щонайменше на 30 см нижче поверхні; вони з'єднують місця годування з поїлками і гніздом. Розмножувальна камера містить кулясте гніздо з листя і трав. Вагітність триває 28 днів. Чисельність потомства від 2 до 6 дитинчат. Живуть уссурійські кроти до чотирьох років, але іноді стають жертвами сов, змій і ласок.